# Граб звичайний

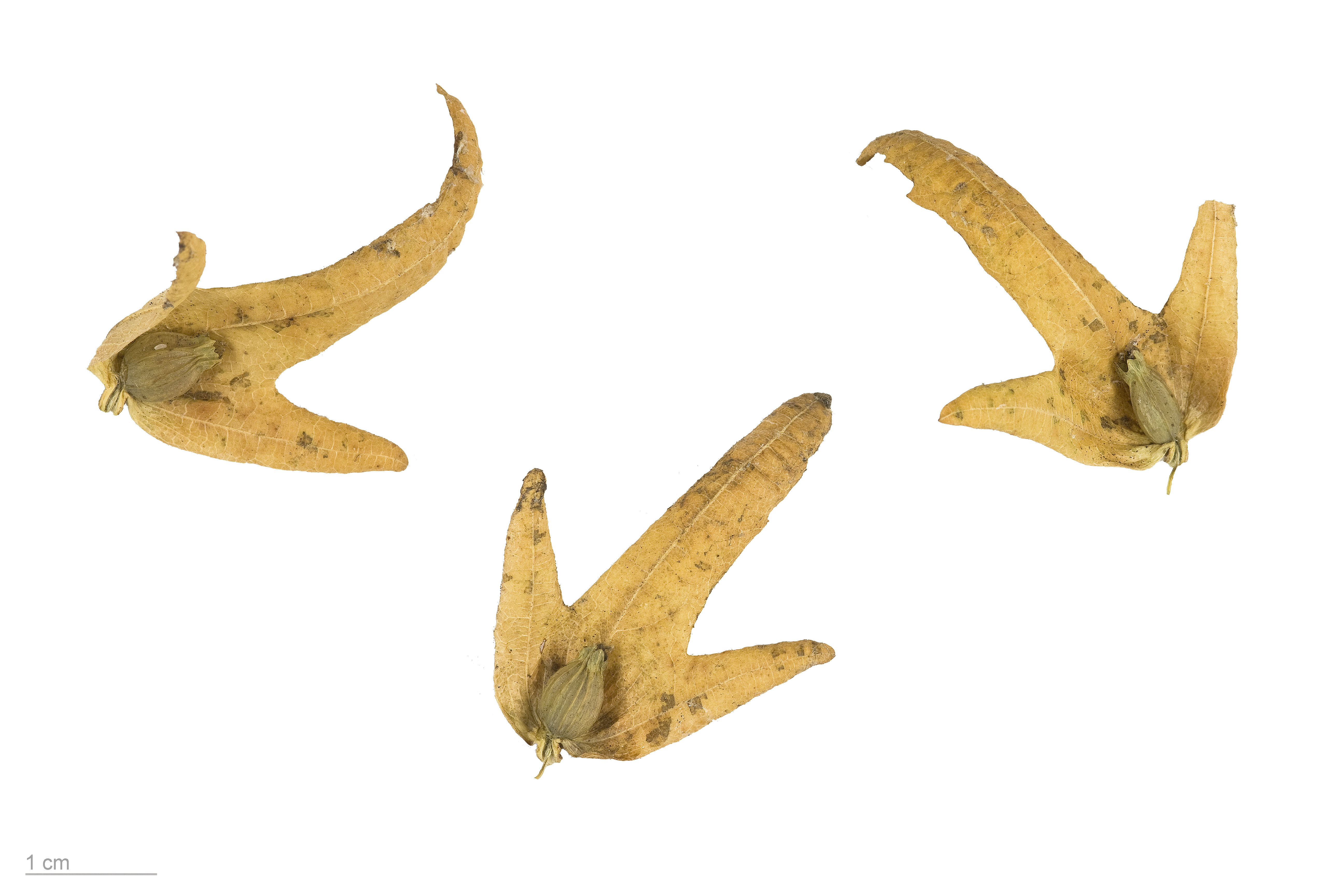
Carpinus betulus — Тулузький музей

Граб звичайний  (Carpinus betulus L.) — дерево роду граб родини березових (Betulaceae), поширений у Європі та Західній Азії. Це листопадне дерево з густою кроною; зазвичай воно виростає до 20 метрів заввишки, але може досягати 30 метрів. Використовують для деревини, ліків, палива, як декоративну рослину.

## Етимологія
Українське слово «граб» є похідним від прасл. *grab(r)ъ, від якого також походять біл. і рос. граб, болг. габър, верх.-луж. hrab, пол. grab, ниж.-луж. grab, полаб. gróbē («грабовий гай»).
За одною з версій, *grab(r)ъ походить від пра-і.є. *grob(h)os, утвореного з дієслова *gerebh-/*gerbʰ- («розрізати», з нього також походить і слово «жереб») — через зубчасте листя цього дерева. У цьому випадку слов'янські назви споріднені з дав.-прусськ. wosigrabis («бруслина»), латис. Gruõbin̨a (місце у Курляндії), дав.-мак. γράβιον («деревина певної породи дуба», «смолоскип»), умбр. Grabovius («бог дуба» — епітет Юпітера). Проте, деякі мовознавці припускають можливість запозичення слова *grob(h)os з якоїсь мови доіндоєвропейського населення.
Згідно з іншою версією, праслов'янське *grab(r)ъ пов'язане за походженням з дієсловом *grebti («гребти», «зривати», пор. «гарбати») — через те, що грабове листя зривають на корм худобі. Таке ж походження у латинської назви граба carpinus — від carpo («рву», «обриваю»). Малопереконливі версії, які порівнюють праслов'янське *grab(r)ъ з *gora («гора»), *grablję(ě) («граблі»), як і виведення слов'янського слова від латинського.

## Морфологічна характеристика
Стовбур часто ребристо-незграбний, гладкий у верхній частині, але потрісканий у нижній. Красиве дерево від 7 до 25 м заввишки, вкрите сріблисто-сірою корою.
Крона компактна, гладка, густа, циліндрично-округла формою.
Молоді пагони з шовковистим запушенням, пізніше голі, блискучі, бурі, з білими сочевичками.
Листя овальне (6-15 см завдовжки, 3-6 см завширшки, загострене, гофроване від виступаючих жилок, з зубчастими краями, зверху темно-зелене, а в осінній період його забарвлення змінюється від темно-пурпурового до лимонно-жовтого. Молоді листки мають численні випуклі жилки, які надають їм гофровану поверхню.
Квітки одностатеві, запилюються вітром, адже суцвіття звисають до низу на гілках сережками, які з'являються навесні.
Чоловічі сережки до 6 см завдовжки, зібрані в циліндричні квіткові суцвіття. Кожна квітка має приквіткову червонувату лусочку, при основі якої знаходяться 5-7 тичинок. Жіночі сережки короткі, компактні (до 2 см завдовжки) при достиганні видовжуються (до 15 см), малоквіткові.
Квітки мають просту оцвітину, яка має короткий зубчастий відгин, тому вони сидять у пазухах дрібних покривних лусок. Пізніше покривні луски розростаюся, утворюючи листоподібну трилопатеву обгортку (плюску). При достиганні плодів обгортка стає шкірястою і покриває горішок.
Плід — невеликий горіх, 3-6 мм в довжину, овальної форми, бурого забарвлення, ребристий на дотик. Зверху плід має залишки оцвітини.

## Екологічна приналежність
Росте у другому ярусі листяних, рідше мішаних лісів, зрідка утворює чисті насадження в похідних лісостанах. Граб дещо сприйнятливий до хвороб листя, але в цілому є невибагливим і витривалим деревом. Тіньовитривала рослина. Квітне у березні-квітні. Плоди достигають у вересні.

## Поширення

Поширення граба звичайного: — природній ареал та ізольовані насадження;
— ареал інтродукції та синантропні угруповування.

Поширений граб звичайний у Центральній і Західній Європі, частково в Південній, на Кавказі та на узбережжі Чорного моря. На території України росте в Карпатах, Лісостепу, на Поліссі (зокрема проводяться періодичні поновлення насаджень на території НПП Кременецькі гори), зрідка в степу. Займає 3,7 % площі державного лісового фонду України. Райони заготівлі зосереджені в Лісостепу, Поліссі та Карпатах.

## Практичне використання

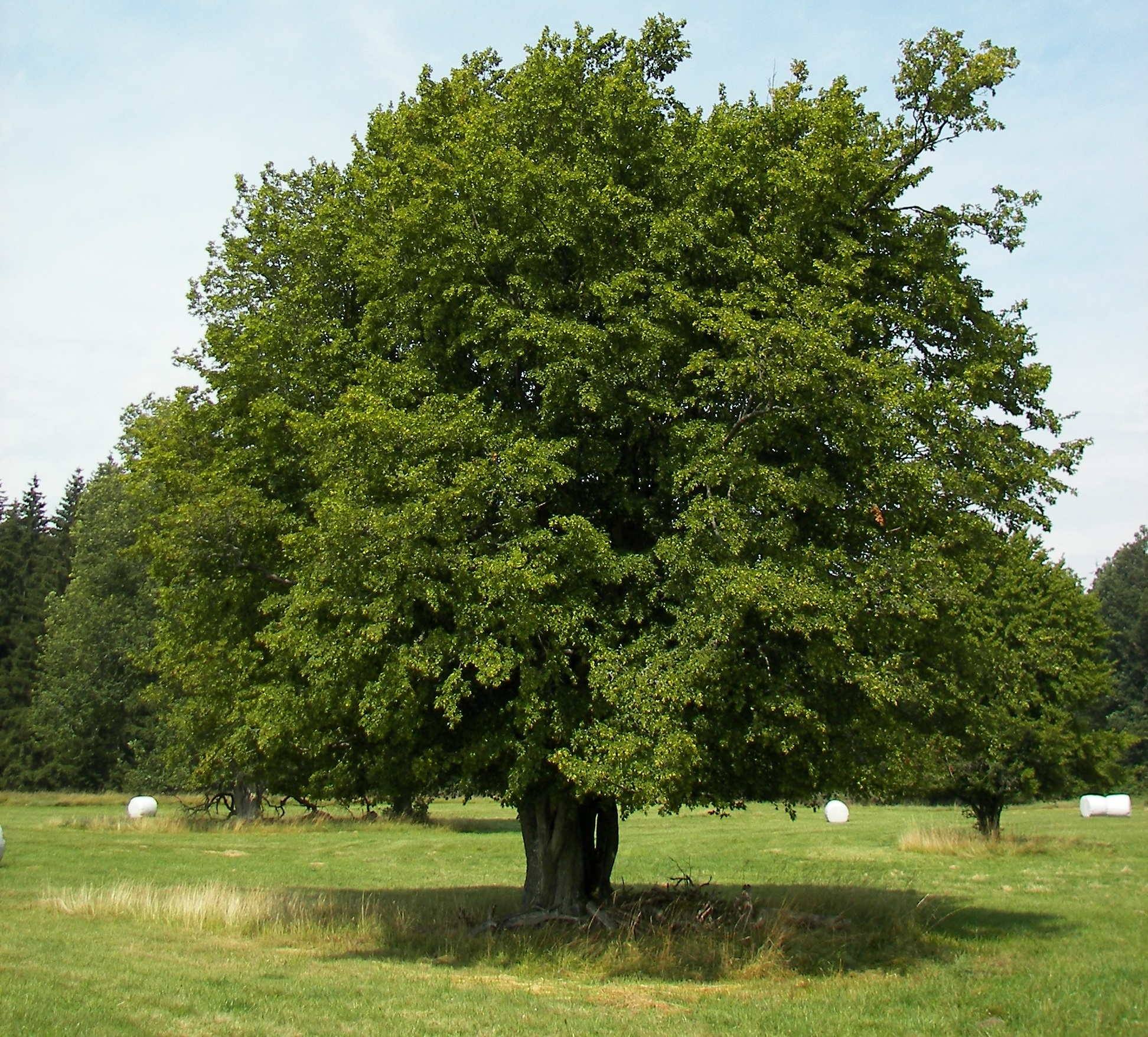
Граб звичайний влітку

Деревинна, танідоносна, олійна, ефіроолійна, фарбувальна, декоративна, фітомеліоративна, кормова рослина.
Граб має цінну тверду важку деревину. Його заболонь за забарвленням не відрізняється від стиглої деревини. Вона сірувато-біла, блискуча, досить важка, дуже тверда і важко рубається, однорідна, щільна, в'язка, погано піддається стиранню, в сухому стані дуже міцна. Під час сушіння жолобиться, розтріскується, тому мало придатна для великих столярних деталей, до того ж вона не має гарної текстури. Деревина граба добре сприймає фарбу і її часто використовують для імітації чорного дерева.
Основні властивості деревини граба звичайного — твердість і погана розколюваність — визначають її застосування. З неї виготовляють дерев'яні деталі простих машин, музичних інструментів (клавіші для роялів та піаніно), паркет, держаки інструментів, топорища, чесальні гребені, ткацькі човники, шевські колодки, цвяхи тощо. У будівництві застосовують мало, бо стовбури граба, як правило, криві, деревина жолобиться і в ґрунті загниває. Деревина граба дає дуже добре паливо.

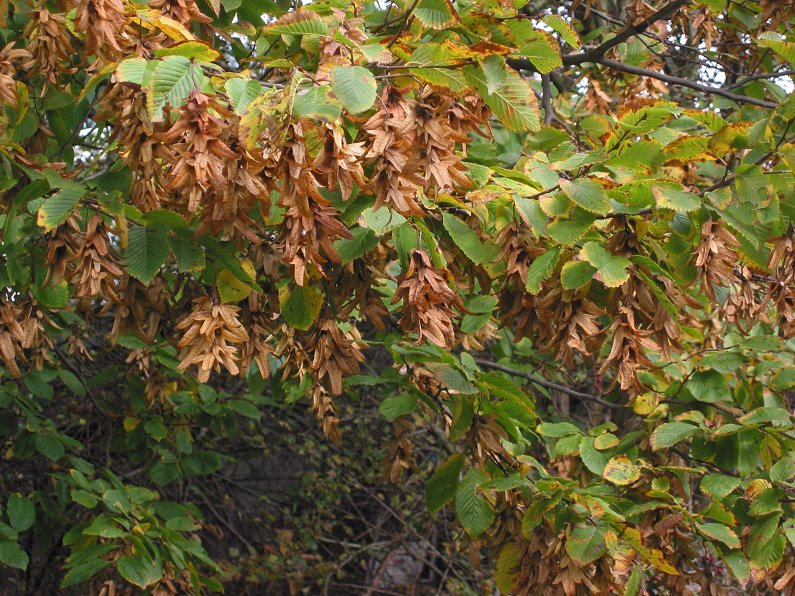
Граб звичайний

У корі граба міститься 4-6 % танідів, у листках — 9-15,5 %. Джерелом для одержання танідів служать головним чином листки, бо кора менш танідоносна та погано знімається зі стовбура. Крім танідів, листки граба звичайного містять вітамін С (109—256 мг %) і ефірну олію з фруктовим ароматом, яка застосовується у виробництві лікерів. У плодах міститься жирна олія (11,7 %), що придатна для виготовлення оліфи. Внутрішня частина кори граба звичайного дає жовту фарбу, придатну для фарбування вовни.
Як декоративна рослина він є однією з найкращих порід для живоплотів, альтанок. Крім того, його рекомендують для групових і алейних насаджень у лісопарках, парках, у садах і бульварах. Він має декоративні форми: пірамідальну, плакучу, колоноподібну і пурпуролисту.
У полезахисних лісових смугах, при залісенні ярів і балок граб звичайний як цінну тіньову супутню породу можна вирощувати сумісно з дубом.
Гілля, листя й плоди граба звичайного придатні як корм для домашніх тварин. Проте поживність їх невисока. Плоди граба містять багато клітковини (36,3-59,4 % абсолютно сухої речовини). Їх рекомендують згодовувати розмеленими і тільки для коней та великої рогатої худоби. Пагони граба поїдаються великою рогатою худобою, кіньми, козами, вівцями.

## Збирання, переробка та зберігання
Для виробництва дубильних екстрактів збирають листки під час листопаду у суцільних насадженнях граба звичайного. Листки сушать під навісами з доброю вентиляцією.

## Галерея

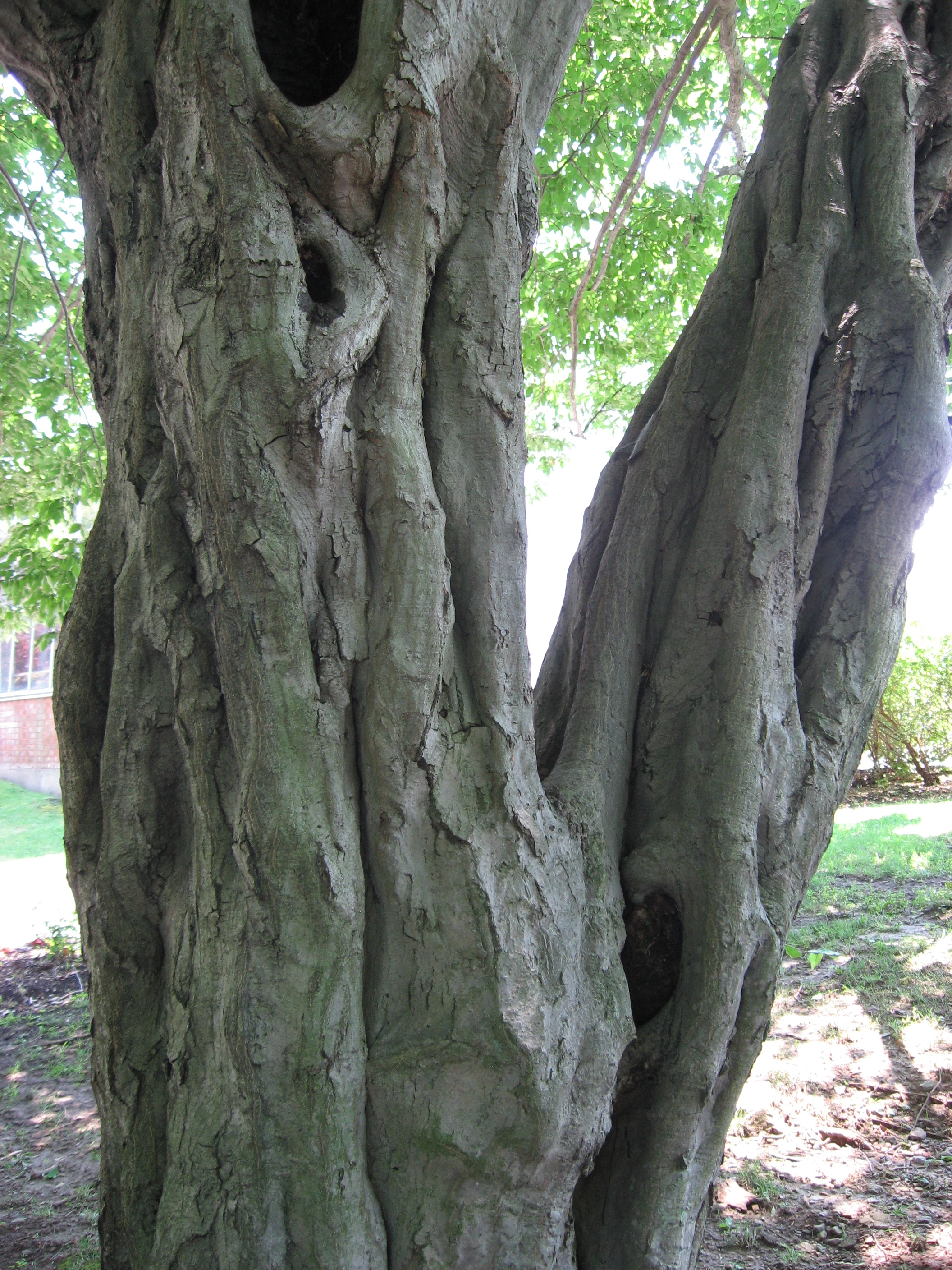
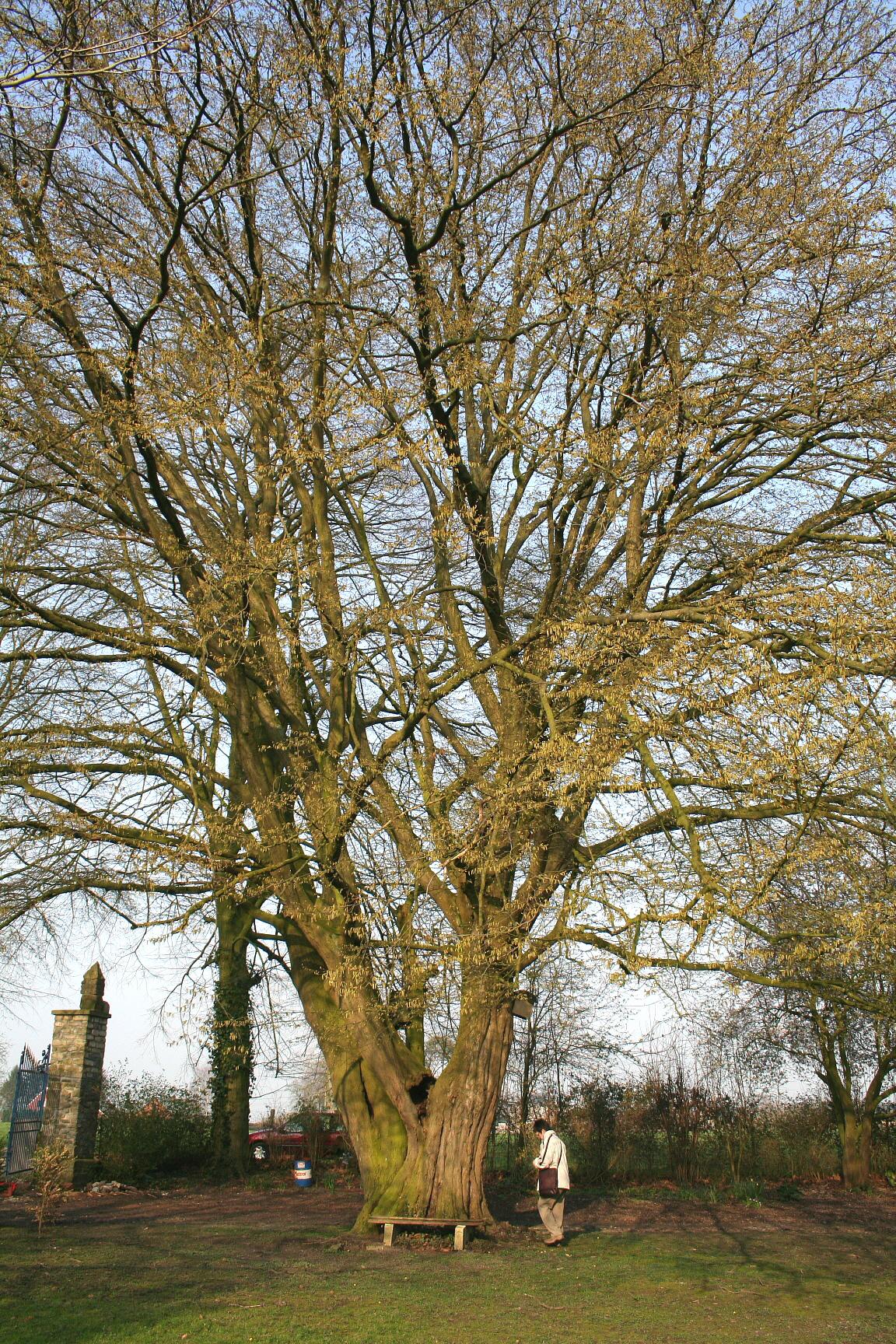
Європейський граб взимку
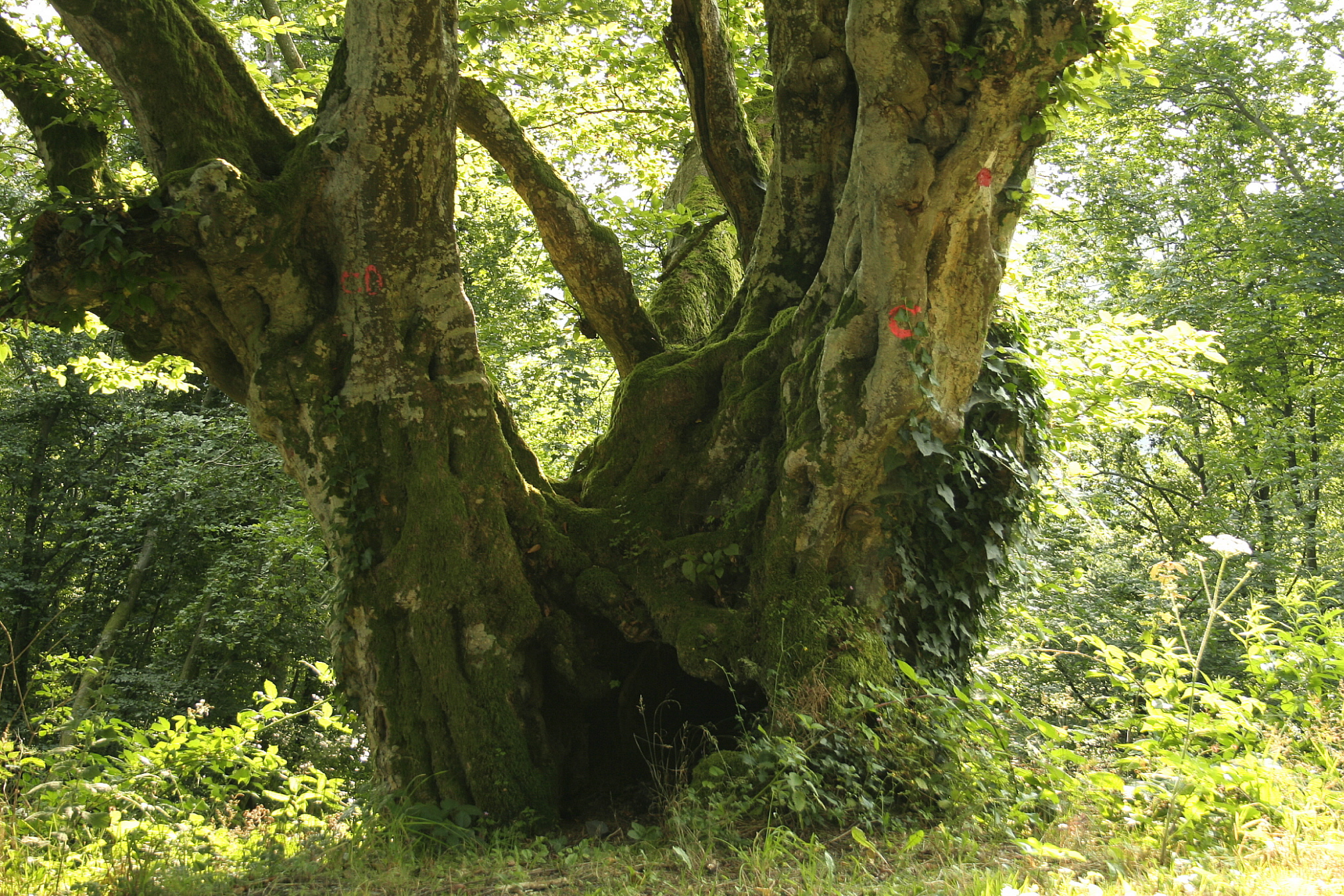
Граб-старожил
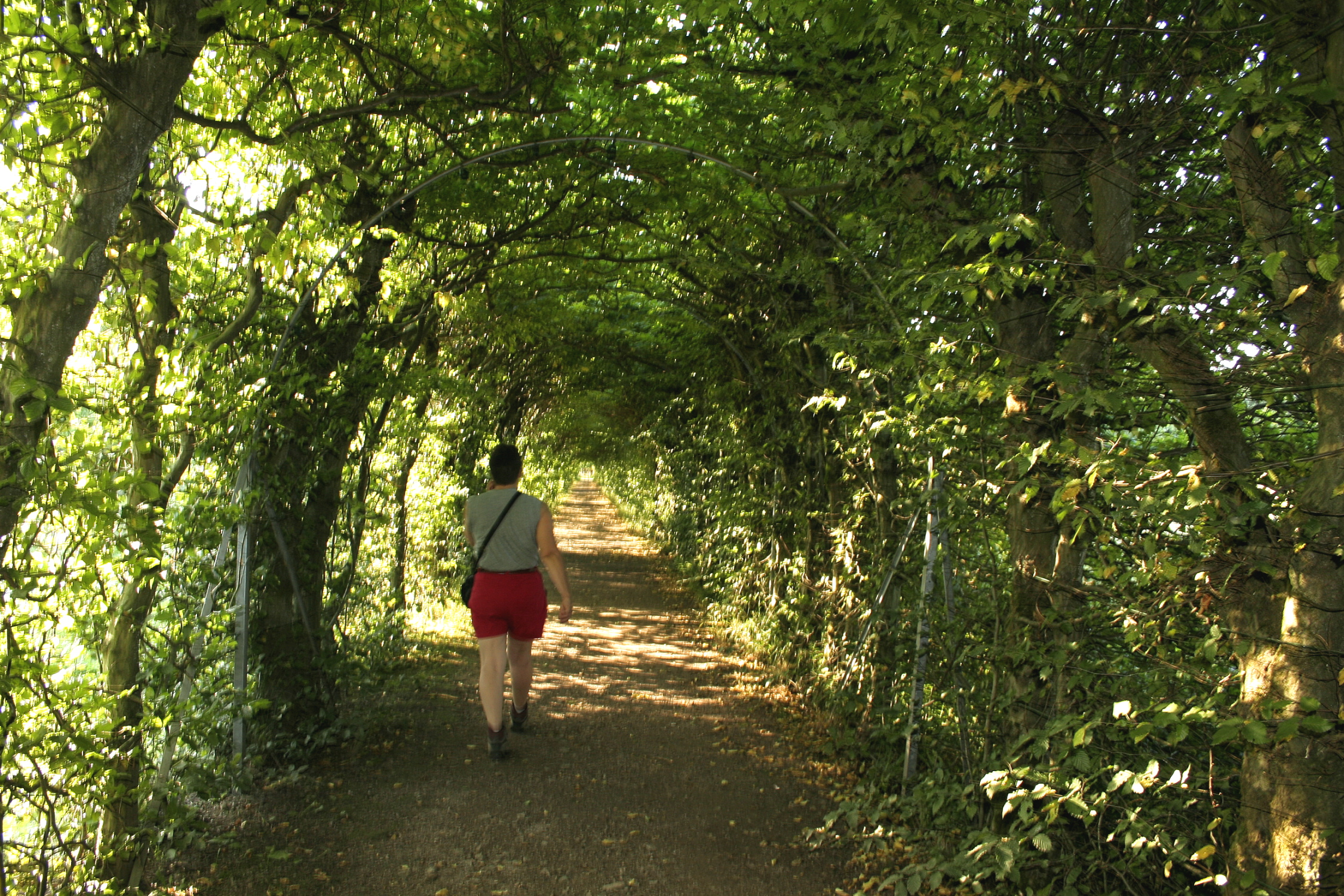
Грабова алея (573 м)